# 飯戲攻心
《飯戲攻心》（英語：Table For Six）是2022年香港喜劇電影，由陳詠燊編劇及導演，黃子華、鄧麗欣、張繼聰、王菀之、林明禎、陳湛文主演。本片原定於2022年2月1日（大年初一）作為賀歲片上映，惟因香港爆發第五波2019冠狀病毒病疫情未能如期上映，最終延至2022年9月7日正式公映。2022年9月9日在中國大陸正式上映、2024年1月20日在中國大陸重映。電影名稱沿自粤语「飯氣攻心」，吃完飯渴睡。
本片入圍第24屆意大利烏甸尼遠東電影節競賽單元，同時獲提名競逐The Mulberry Award最佳劇本大獎。在第21屆紐約亞洲電影節及亞洲電影大獎學院的亞洲電影巡迴放映印尼站舉行放映活動。
續集《飯戲攻心2》於2024年2月9日農曆新年除夕上映。

## 劇情
一家三兄弟，大哥戀戀不忘的前女友Monica竟成為同母異父二哥的現任女友。自尊心驅使下，大哥答應新結識的喵喵追求。同父異母的三弟和女友Josephine長跑多年，也面臨愛情危機。同一屋簷下，3對情侶，4段戀情，每晚人齊開餐的相聚漸漸演變成飯桌修羅場，啼笑不停。面對舊愛與新歡，大哥將作何選擇？大家努力維持的這個家，又該何去何從？從此，每晚6人一齊撐枱腳。

## 演員

### 主要演員
| 演员   | 角色   | 簡介 |
| 黃子華 | 陳鴻   | 攝影師、前燒味店少東 患有色盲故無法繼承燒味店 陳禮之繼兄兼情敵 陳熹之同父異母兄 Monica之前男友，跟她曖眛，欲舊情復熾 阿Meow之男友 |
| 張繼聰 | 陳禮   | Bernard 原名李成禮 陳鴻之繼弟兼情敵 陳熹之同母異父兄 Monica之男友                                                                 |
| 陳湛文 | 陳熹   | 電競手 陳鴻之同父異母弟 陳禮之同母異父弟 Josephine之男友，姐弟戀                                                                  |
| 鄧麗欣 | 馮靜   | Monica 陳鴻之前女友，跟他瞹眛，欲舊情復熾 陳禮之女友 沉迷收藏舊物                                                                 |
| 王菀之 | 何嘉男 | Josephine 陳熹之女友，姐弟戀 40歲 廚藝了得                                                                                        |
| 林明禎 | 王寶兒 | 阿Meow 台灣模特兒 陳鴻之女友 |

### 客串演出
| 演员   | 角色    | 簡介                                                           |
| 廖子妤 |         | 夜總會舞小姐 陳鴻之繼母，陳禮及陳熹親母，已殁 在陳鴻的夢境出現 |
| 張滿源 |         |                                                                |
| 葉兆聰 |         |                                                                |
| 李敏   |         |                                                                |
| 林柏希 |         | 火鍋外賣員                                                     |
| 程仁富 |         | 電競隊「邪釘橫輝」隊員                                         |
| 關浩傑 |         | 電競隊「邪釘橫輝」隊員                                         |
| 高江凌 |         | 電競隊「邪釘橫輝」隊員                                         |
| 黃德斌 | 黎家泰  | 醒獅隊隊員 (彩蛋中出現) 《逆流大叔》之角色                     |
| 余香凝 | Dorothy | 醒獅隊隊員 (彩蛋中出現) 《逆流大叔》之角色                     |
| 胡子彤 | 威廉    | 醒獅隊隊員 (彩蛋中出現) 《逆流大叔》之角色                     |
| 王丹妮 | 梅艷芳  | （彩蛋中出現） 《梅豔芳》女主角                                |
| 姜皓文 |         | （彩蛋中出現）                                                 |
| 林家熙 |         | 阿Meow的前男友 （彩蛋中出現）                                  |
| 陳毅燊 |         | 阿Meow的前男友 （彩蛋中出現）                                  |
| 吳肇軒 |         | 阿Meow的前男友 （彩蛋中出現）                                  |
| 凌文龍 |         | 阿Meow的前男友 （彩蛋中出現）                                  |
| 連花   |         | 說「冇福叉燒」的途人                                           |
| 古天樂 | 古天樂  | （彩蛋中出現）                                                 |

## 製作
- 2021年6月21日，本片正式煞科[7]。
- 2021年11月17日，發佈首條電影預告宣傳片[8]。
- 2022年4月13日，安樂影片宣佈本片預定在2022年9月中秋檔期正式公映[9]。
- 2022年7月，影片在香港率先舉行搶閘場[10]。
- 古天樂是《飯戲攻心》的投資者，原定會參演一個重要角色，在戲中介入王菀之與陳湛文的感情，可惜最終因檔期問題未能演出。[11]

## 發行

### 宣傳
為宣傳本戲，導演及演員出席多個ViuTV節目擔任嘉賓，如《今餐有料到》第161至163集、《晚吹 有酒今晚吹》及《爆谷一周》第一輯 第一季 第3集、第一輯 第二季第29集。

### 片尾
片尾首次公開電影《毒舌大狀》的前導預告。

## 票房

### 香港
香港首日上映已經奪得2022年港產喜劇開畫票房第一位，更開創香港開埠以來港產電影非假日週三上畫最高票房。上映5日票房已衝破1,000萬。2022年9月18日票房衝破3000萬，連續12天票房第一位。
截至9月24日，《飯戲攻心》票房衝破4000萬，成為2022年度港產片票房第2位。9月29日，票房衝破4550萬，繼黃子華2018年電影《棟篤特工》後，再次打破個人電影紀錄。
至10月2日下午5點，《飯戲攻心》票房達$51,866,325，超越《長江7號》，成為香港最賣座華語片第13位，並成功躋身香港最高電影票房華語片20大。而連同《飯戲攻心》在內，能晉身20大的喜劇就只有7部，當中有6部盡是周星馳作品，換言之《飯戲攻心》成功打破周星馳的壟斷局面，在20大入面穩佔一席。
10月5日，《飯戲攻心》票房衝破5650萬，成為本地最賣座華語電影十大位置，超越周星馳2016年執導電影《美人魚》；同時也是繼《明日戰記》後，成為2022年第二部打入華語電影十大票房的香港電影。
10月9日，《飯戲攻心》票房衝破6050萬，超越《葉問3》成為本地最賣座華語電影第7位，是繼《明日戰記》後2022年第二部衝破6000萬票房的香港電影，為香港電影史上首次同年有兩部電影成功衝破該票房成績。
截至10月10日，《飯戲攻心》票房衝破6150萬，超越《少林足球》及《功夫》，成為本地最賣座的華語喜劇電影。10月12日晚上6點，《飯戲攻心》票房累積已破6255萬，超越《梅艷芳》成為本地最賣座華語電影第3位。10月19日，《飯戲攻心》票房衝破6700萬，超越《寒戰II》，成為本地最賣座華語電影第2位。
上映一個半月（截至10月23日），《飯戲攻心》累積票房衝破6900萬，並連續6星期成為票房第一位。
10月25日，《飯戲攻心》票房衝破7000萬，成為香港首部打破該票房成績的喜劇電影、2022年第二部衝破該票房成績的香港電影、香港電影史上第二部衝破該票房成績的電影、 香港最賣座的亞洲電影第二位。
至10月30日，《飯戲攻心》票房累積逾7205萬，入場人次更衝破108萬人，成為2022年香港電影入場第一位；有見及此，電影公司和九巴合作，乘客可於11月6日無限次免費乘搭九龍巴士1號線及過海隧道巴士108線，並推出6位主角造型的巴士車身主題行走各區。

### 中國大陸
中國大陸版片長縮短2分鐘，將「Double May」改為「九頭身」，而張繼聰更同樣胡扯「九頭身」為「狗頭」，是史諾比的朋友。截至2022年9月21日，上映第12天累计票房突破6000万，累计观影人次达182万，淘票票评分9.3，猫眼评分9.2。

### 台灣
台灣上映由2022年9月23日至10月30日，累計新台幣1,063,123。
| 上一届： 《明日戰記》 | 2022年香港一週票房冠軍 第36-41週 | 下一届： 《黑亞當》 |
| 上一届： 《明日戰記》 | 2022年香港週末票房冠軍 第37-42週 | 下一届： 《黑亞當》 |

## 歌曲
| 曲別   | 歌名                | 作曲     | 作詞   | 編曲     | 演唱者                                         |
| ------ | ------------------- | -------- | ------ | -------- | ---------------------------------------------- |
| 主題曲 | 《狠愛狠愛你》      | 王菀之   | 陳詠燊 | 王菀之   | 王菀之                                         |
| 宣傳曲 | 《飯氣歌》          | 戴偉     | 小克   | 戴偉     | 黃子華、鄧麗欣、張繼聰、王菀之、陳湛文、林明禎 |
| 宣傳曲 | 《叉叉叉Love Song》 | 張繼聰   | 小克   | 李智勝   | 張繼聰、鄧麗欣                                 |
| 插曲   | 《還是覺得你最好》  | 米米Club | 劉卓輝 | Kelly C. | 張繼聰                                         |

## 舞台劇
電影改編為同名舞台劇，由陳詠燊編劇、黃龍斌導演，張蚊擔任舞台及服裝設計，於2023年2月17-25日在香港演藝學院歌劇院公演。

### 演員
| 角色   | 演員   |
| ------ | ------ |
| 陳鴻   | 周國賢 |
| 陳禮   | 梁仲恆 |
| 陳熹   | 陳湛文 |
| 馮靜   | 廖子妤 |
| 何嘉男 | 胡麗英 |
| 王寶兒 | 黃呈欣 |

## 獎項
| 年度   | 頒獎機構                                           | 獎項                           | 入圍者                                         | 結果 |
| ------ | -------------------------------------------------- | ------------------------------ | ---------------------------------------------- | ---- |
| 2022年 | 第24屆意大利烏甸尼遠東電影節Far East Film Festival | 競賽單元                       | 《飯戲攻心》                                   | 入圍 |
| 2022年 | 第24屆意大利烏甸尼遠東電影節Far East Film Festival | The Mulberry Award最佳劇本大獎 | 《飯戲攻心》                                   | 提名 |
| 2022年 | Yahoo! 搜尋人氣大獎2022                            | 本地電影                       | 《飯戲攻心》                                   | 獲獎 |
| 2023年 | 第29屆香港電影評論學會大獎                         | 最佳電影                       | 《飯戲攻心》                                   | 提名 |
| 2023年 | 第29屆香港電影評論學會大獎                         | 最佳導演                       | 陳詠燊                                         | 提名 |
| 2023年 | 第29屆香港電影評論學會大獎                         | 最佳編劇                       | 陳詠燊                                         | 提名 |
| 2023年 | 第29屆香港電影評論學會大獎                         | 最佳女演員                     | 林明禎                                         | 提名 |
| 2023年 | 第29屆香港電影評論學會大獎                         | 推薦電影                       | 《飯戲攻心》                                   | 獲獎 |
| 2023年 | LINE TODAY HK GOLDEN BROWN AWARDS 2022             | GOLDEN BROWN AWARDS 2022       | 《飯戲攻心》                                   | 獲獎 |
| 2023年 | 2022年度香港電影編劇家協會大獎                     | 年度推薦劇本獎                 | 《飯戲攻心》                                   | 獲獎 |
| 2023年 | 第36屆華鼎獎                                       | 華語電影最佳女主角             | 鄧麗欣                                         | 提名 |
| 2023年 | 香港誠品年度暢銷書榜2022                           | TOP 100                        | 《飯戲攻心 電影創作。劇本全紀錄》              | 入選 |
| 2023年 | 第三屆金榆花獎                                     | 最佳編劇                       | 陳詠燊                                         | 獲獎 |
| 2023年 | 豆瓣2022年度年電影榜單                             | 評分最高華語電影               | 飯戲攻心                                       | 入選 |
| 2023年 | 豆瓣2022年度年電影榜單                             | 評分最高愛情電影               | 飯戲攻心                                       | 入選 |
| 2023年 | 第41屆香港電影金像獎                               | 最佳導演                       | 陳詠燊                                         | 提名 |
| 2023年 | 第41屆香港電影金像獎                               | 最佳編劇                       | 陳詠燊                                         | 提名 |
| 2023年 | 第41屆香港電影金像獎                               | 最佳男配角                     | 張繼聰                                         | 提名 |
| 2023年 | 第41屆香港電影金像獎                               | 最佳男配角                     | 陳湛文                                         | 提名 |
| 2023年 | 第41屆香港電影金像獎                               | 最佳女配角                     | 王菀之                                         | 獲獎 |
| 2023年 | 第41屆香港電影金像獎                               | 最佳女配角                     | 林明禎                                         | 提名 |
| 2023年 | 第41屆香港電影金像獎                               | 最佳剪接                       | 張嘉輝、鄭偉麟                                 | 提名 |
| 2023年 | 第41屆香港電影金像獎                               | 最佳美術指導                   | 張蚊、梁子賢                                   | 提名 |
| 2023年 | 第41屆香港電影金像獎                               | 最佳原創電影音樂               | 黃艾倫、翁瑋盈                                 | 提名 |
| 2023年 | 第41屆香港電影金像獎                               | 最佳原創電影歌曲               | 《狠愛狠愛你》 作曲、主唱：王菀之 填詞：陳詠燊 | 提名 |
| 2023年 | 第41屆香港電影金像獎                               | 新晉導演                       | 陳詠燊                                         | 提名 |

## 續集
2023年10月6日，安樂影片於facebook專頁正式宣佈開拍續集《飯戲攻心2》，並繼續由陳詠燊執導及編寫劇本。

## 外部連結
- 飯戲攻心的Facebook專頁
- 飯戲攻心的Instagram帳戶
- 香港影庫上《飯戲攻心》的資料（繁體中文）
- 豆瓣电影上《飯戲攻心》的資料 （简体中文）
- 时光网上《飯戲攻心》的資料（简体中文）
- 互联网电影数据库（IMDb）上《飯戲攻心》的资料（英文）
- 爛番茄上《飯戲攻心》的資料（英文）